# Публий Порций Лека
Публий Порций Лека (на латински: Publius Porcius Laeca) е политик на Римската република. Произлиза от клон Лека на плебейската фамилия Порции.
През 199 пр.н.е. той е народен трибун и е автор на закона Lex Porcia (I). През 196 пр.н.е. e tresviri epulones. През 195 пр.н.е. e претор в Пиза (Етрурия). С консула Луций Валерий Флак подготвя битката с лигурите и галите.
Прародител е вероятно на:
- Марк Порций Лека, магистър на Монетния двор (tresviri monetalis) 125 пр.н.е.
- Публий Порций Лека, магистър на Монетния двор 110 или 109 пр.н.е.[3]
- Публий Порций Лека, народен трибун 90 пр.н.е.
- Марк Порций Лека, сенатор, съ-заговорник през 63 пр.н.е. По време на заговора на Катилина има сбирка през нощта на 5/6 ноември в неговия дом.[4]